# Mario Abreu

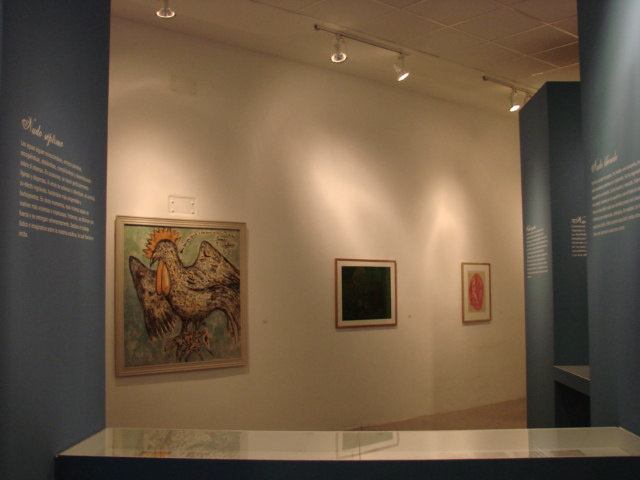
Œuvres de Mario Abreu.

Mario Abreu, né le 22 août 1919 à Turmero et mort le 20 février 1993 à Caracas, est un artiste vénézuélien connu comme le « maître des objets magiques ».

## Biographie
Mario Abreu naît en 1919 à Turmero au Venezuela,.
Compétent en dessin depuis l'enfance, il réalise ses premiers dessins à 9 et 10 ans, lorsqu'il peint ses premiers paysages, et s'installe très jeune à Caracas. Il travaille comme ouvrier à Casa Benzo tout en étudiant le soir pour terminer ses études primaires. Plus tard, il suit des cours du soir de 21 à 23 heures à l'École des beaux-arts et des arts appliqués de Caracas, dirigée par Antonio Monsantos. En 1942, après avoir gagné un concours de peinture et obtenu une bourse de 100 bolivars par mois, il peut quitter son travail et suivre les cours de jour de la même école, dont il sortit diplômé en 1947. Il participe à l'Atelier d'art libre, fondé l'année suivant l'obtention de son diplôme.
En 1951, Mario Abreu reçoit le prix national de peinture au XIIe salon officiel annuel de l'art vénézuélien, ce qui lui permet d'obtenir une bourse pour poursuivre ses études en Europe. Entre 1952 et 1961, il vit à Paris, où il développe une vie intellectuelle intense et entame une nouvelle phase de son travail.
Il revient à Caracas en 1961.
En 1967, il expose à la Biennale de São Paulo,.
En 1975, il reçoit le Prix national des arts plastiques du Venezuela  et en 1985, le prix Armando Reveron, décerné par l'Association vénézuélienne des artistes.
En 1983, il représenté le Venezuela à la Biennale de São Paulo, et en 1993 il est le représentant du Venezuela à la Biennale de Venise.
Après sa mort, le Musée des arts visuels de Maracay est rebaptisé Museo de Arte Contemporáneo de Maracay Mario Abreu (MACMA).